# Paradosso di San Pietroburgo
Nella teoria della probabilità e nella teoria delle decisioni, il paradosso di San Pietroburgo descrive un particolare gioco d'azzardo basato su una variabile casuale con valore atteso infinito, cioè con una vincita media di valore infinito. Ciononostante, ragionevolmente, si considera adeguata solo una minima somma, da pagare per partecipare al gioco.
Il paradosso di San Pietroburgo è la classica situazione in cui l'applicazione diretta della teoria delle decisioni (che tiene conto solo del guadagno atteso) suggerisce una linea di condotta che nessuna persona ragionevole si sentirebbe di adottare. Il paradosso si risolve raffinando il modello di decisione e prendendo in considerazione il concetto di utilità marginale e il fatto che le risorse dei partecipanti sono limitate (non infinite).
Il paradosso prende il nome dalla presentazione del problema da parte di Daniel Bernoulli, nel 1738 nei Commentarii Academiae Scientiarum Imperialis Petropolitanae (di San Pietroburgo). In realtà il problema fu inventato dal cugino di Daniel, Nicolas Bernoulli, che per primo lo enunciò in una lettera a Pierre Rémond de Montmort fin dal 9 settembre 1713.

## Il paradosso
In un ipotetico gioco d'azzardo, derivato dalla scommessa testa o croce sul lancio di una moneta, si paga una quota di ingresso fissa, diciamo A, per partecipare ad una fase del gioco. Ciascuna fase consiste nel lanciare ripetutamente una moneta (non truccata) finché non esce Croce, che dà luogo alla vincita. La vincita dipende dal numero di lanci che precedono l'uscita di Croce: se esce Croce al primo lancio, si vince 1 (uno); se esce Testa, si raddoppia ad ogni lancio successivo. In breve, si paga A e si vince 2k−1, se la moneta è stata lanciata k volte quando compare Croce per la prima volta.
Poi si riprende da capo con una nuova fase del gioco.
(Nella formulazione originale, questo gioco fu attribuito ad un ipotetico casinò di San Pietroburgo, da cui è derivato il nome del paradosso).
Alla fine dei lanci si è dunque certi di incassare un premio, ma quanto si è disposti a pagare per partecipare al gioco?
La probabilità che la prima Croce esca al lancio k-esimo è:
{\displaystyle p_{k}=\operatorname {Pr} ({\mbox{Testa al primo lancio}})\cdot \operatorname {Pr} ({\mbox{Testa al secondo lancio}})\cdots \operatorname {Pr} ({\mbox{Croce al }}k{\mbox{-esimo lancio}})}
{\displaystyle ={\frac {1}{2}}\cdot {\frac {1}{2}}\cdots {\frac {1}{2}}}
{\displaystyle ={\frac {1}{2^{k}}}.}
Quindi si ha: probabilità 1/2 di vincere 1; probabilità 1/4 di vincere 2; probabilità 1/8 di vincere 4 ... e così via. Il valore atteso della vincita è dunque:
{\displaystyle E={\frac {1}{2}}\cdot 1+{\frac {1}{4}}\cdot 2+{\frac {1}{8}}\cdot 4+{\frac {1}{16}}\cdot 8+\cdots }
{\displaystyle ={\frac {1}{2}}+{\frac {1}{2}}+{\frac {1}{2}}+{\frac {1}{2}}+\cdots }
{\displaystyle =\sum _{k=1}^{\infty }{1 \over 2}=\infty .}
La somma diverge all'infinito: cioè in media ci si aspetta di vincere una somma infinita da questo gioco. Quindi, in accordo con la teoria tradizionale del valore atteso, ci si può permettere di pagare qualunque cifra A per partecipare.
Infatti anche pagando un miliardo per volta, alla lunga, dovrà capitare la volta (con probabilità invero bassissima) di una vincita così strepitosa da ripagare abbondantemente tutte le altre quote investite per ottenere vincite insignificanti.
In pratica però, nessuna persona ragionevole è disposta a pagare più di qualche unità per partecipare a questo gioco: ecco appunto il paradosso, detto di San Pietroburgo. Il rifiuto intuitivo a investire cifre importanti nel gioco è ben sostenuto dalla simulazione descritta nel grafico seguente. Ripetendo 20.000 volte la serie di lanci del gioco, tipicamente si ottengono all'inizio vincite mediamente basse (qualche unità). Successivamente la media si alza, in corrispondenza di qualche serie fortunata, per poi diminuire leggermente fino al prossimo colpo fortunato. L'andamento complessivo è senza dubbio crescente, e tenderà matematicamente all'infinito dopo una serie infinita di giocate ma, nelle 20.000 giocate della simulazione, la media delle vincite è arrivata appena al valore di 8.

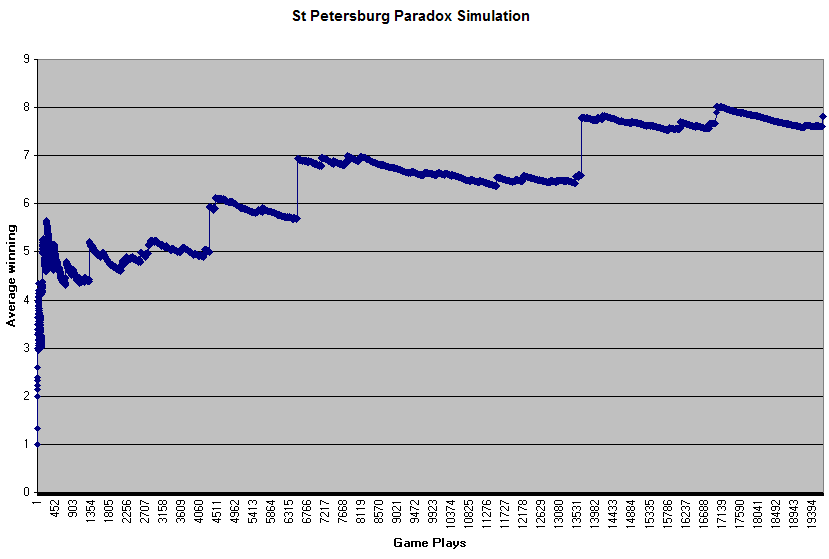
Il grafico compendia il paradosso del gioco: l'andamento generale della media delle vincite totali mostra di tendere ad un aumento senza limiti, ma la lentezza della crescita, che tende a diventare ancor più lenta al crescere del numero delle prove, indica che sarebbe necessario un numero spaventosamente alto di giocate per raggiungere valori anche modestamente alti.

## Soluzioni del paradosso
Dal punto di vista matematico, non sorgono difficoltà dalla situazione prospettata nel gioco. Il risultato di vincita media con valore atteso infinito è calcolato correttamente e il contrasto con l'intuito comune è una caratteristica ricorrente dei comportamenti paradossali dell'infinito. In altre parole, è perfettamente coerente accettare la possibilità (infinitesima) di una vincita infinita, tale da bilanciare qualunque somma pagata nelle (infinite) volte in cui la vincita risulta insignificante.
Viceversa, per gli studiosi di scienze sociali, e di economia in particolare, questo "paradosso" ha costituito un potente stimolo per costruire una teoria delle aspettative e per introdurre i concetti di utilità marginale e di peso soggettivamente attribuito alle probabilità.

### Teoria della Utilità attesa
Gli economisti usano questo paradosso per mettere in luce una varietà di argomenti in economia e nella teoria delle decisioni. La soluzione classica del paradosso richiede l'introduzione esplicita del concetto di utilità attesa e di diminuzione dell'utilità marginale del denaro.
L'idea della diminuzione dell'utilità marginale del denaro fu già una intuizione di Bernoulli. Secondo le sue parole:
"La determinazione del valore di un oggetto deve essere basata non sul suo prezzo, ma piuttosto sulla utilità che può procurare... Non c'è dubbio che un guadagno di mille ducati ha più valore per un povero che per un ricco, nonostante entrambi guadagnino la stessa quantità".
Già qualche anno prima che Daniel Bernoulli pubblicasse questo argomento, un altro matematico svizzero, Gabriel Cramer, aveva introdotto parzialmente la stessa idea scrivendo, nel 1728, a Nicholas Bernoulli, sempre a proposito del gioco di San Pietroburgo:
"I matematici stimano il denaro in proporzione alla sua quantità, mentre un uomo di buon senso lo stima in proporzione all'uso che può farne."
Utilizzando una opportuna funzione di utilità, ad esempio quella logaritmica proposta da Bernoulli
u(x)=ln(x), utilità proporzionale al logaritmo del valore guadagnato,
oppure quella di Cramer, con utilità proporzionale alla radice quadrata del valore guadagnato,
si ottengono utilità attese non più infinite, ma ragionevolmente basse. Nel caso di utilità logaritmica il valore utile atteso dalla vincita diventa infatti 2.
Tuttavia la soluzione proposta da Cramer e da Bernoulli non è ancora del tutto soddisfacente. Infatti si può sempre immaginare un gioco di San Pietroburgo con vincite che aumentano molto velocemente col numero di lanci, in modo che l'utilità logaritmica attesa torni ad essere infinita.
Per risolvere questo nuovo paradosso, chiamato talvolta "super paradosso di San Pietroburgo", bisogna prendere in considerazione giochi di San Pietroburgo con valore atteso limitato, oppure considerare funzioni di utilità che presentano un valore massimo limitato, 
come ad esempio potrebbe essere: {\displaystyle u(x)=1-e^{-x}}.
Recentemente, la teoria dell'utilità attesa è stata estesa per arrivare a molteplici modelli di decisioni comportamentali. In alcune di queste nuove teorie, come ad esempio nella teoria della aspettativa cumulata, il paradosso di San Pietroburgo ritorna di attualità e può essere superato solo imponendo un limite alle vincite.

### Il valore morale di Bernoulli
Proprio per superare il problema del valore monetario atteso della vincita pari a ∞, Bernoulli introdusse una funzione di utilità v(x)=log{x} abbandonando quella che veniva considerata una pietra miliare delle funzioni di utilità: funzioni lineari positive crescenti e superando d'altro canto anche grazie alle proprietà delle funzioni logaritmiche (cfr logaritmo), l'impasse del valore infinito:
{\displaystyle E[\log(x)]=\sum _{n=1}^{\infty }\log(2^{n}){\frac {1}{2^{n}}}}, siccome {\displaystyle \log(2^{n})=n\log(2)} e potendo tirare fuori il {\displaystyle \log(2)} dalla sommatoria, avrò:
{\displaystyle E[\log(x)]=\log(2)\sum \left(n{\frac {1}{2^{n}}}\right)} infine, siccome {\displaystyle \sum \left(n{\frac {1}{2^{n}}}\right)} è una progressione geometrica che per {\displaystyle n\to \infty } sarà pari a 2, si dimostra come:
{\displaystyle E[\log(x)]=\log 2\cdot 2} e quindi {\displaystyle E[\log(x)]=\log(2^{2})}.
Tale risultato, però non costituisce il valore che il giocatore è tenuto a sborsare per partecipare ma il valore che egli attribuisce al gioco; infatti per avere il prezzo del gioco occorrerà fare ricorso all'equivalente certo (cfr avversione al rischio) e quindi alla funzione inversa dell'utilità:
{\displaystyle Prezzo=e^{\log {2^{2}}}=4}
Tuttavia esistono altre funzioni di utilità molto utilizzate (funzione esponenziale e funzione quadratica). La caratteristica di tali funzioni (dette Funzione di utilità HARA) è quella di avere le derivate prima e seconda rispettivamente maggiore e minore di zero.

### Peso attribuito alle probabilità
Lo stesso Nicolas Bernoulli propose un'idea alternativa per risolvere il paradosso. Fece la congettura che una persona normale tenda a trascurare automaticamente gli eventi improbabili; siccome nel gioco di San Pietroburgo solo eventi molto improbabili offrono le alte vincite che assicurano il valore atteso tendente all'infinito, ciò dovrebbe risolvere il paradosso.
L'idea di pesare le probabilità rispuntò molto più tardi, nel lavoro sulla teoria delle aspettative di Daniel Kahneman e Amos Tversky in Econometrica del 1979. Ma i loro esperimenti dimostrarono che, nettamente al contrario, la gente tende a sopravvalutare gli eventi con bassa probabilità. Così, oggi la soluzione proposta da Nicolas Bernoulli non è più considerata soddisfacente.

### Gioco di San Pietroburgo con vincita limitata
L'enunciato classico del gioco di San Pietroburgo assume implicitamente che il banco del casinò abbia risorse infinite. Tale assunzione è stata spesso criticata come irrealistica, in particolare per spiegare la reazione di una persona comune, che intuitivamente non accetta l'idea di poter scommettere grosse cifre in questo gioco.
In realtà le risorse di un casinò reale (o di qualunque altro potenziale "banco" per questo gioco) sono limitate e, cosa più importante, si vede che mentre il premio massimo cresce molto rapidamente, con andamento esponenziale, il valore medio del premio cresce molto, molto lentamente, con andamento logaritmico. Ne consegue che il valore atteso da questo gioco, anche ipotizzando un banco con le più grandi risorse concepibili, risulta piuttosto modesto.
Infatti ipotizzando che il casinò possa pagare non più di W, l'enunciato del gioco deve prevedere che dopo L estrazioni consecutive di Testa per cui {\displaystyle 2^{L}=W}, viene pagato il premio W, ma non si continua con l'estrazione (L+1) e il gioco ricomincia, ripartendo da 1. In questo caso il valore atteso diventa:
{\displaystyle E=\sum _{k=1}^{L+1}p_{k}2^{k-1}=\sum _{k=1}^{L+1}{1 \over 2}={L+1 \over 2},}
In pratica il valore atteso del premio è quindi proporzionale al logaritmo in base 2 del premio massimo.
La tabella seguente mostra i valori attesi dei premi in funzione del valore massimo del premio pagabile da un eventuale banco:
| Tipo di Banco     | Premio massimo | N° max di Testa | Valore atteso di vincita |
| Bambini           | 8              | 3               | 2                        |
| Gioco tra amici   | 64             | 6               | 3.5                      |
| Milionario        | 1.048.756      | 20              | 10.50                    |
| Miliardario       | 1.073.741.824  | 30              | 15.50                    |
| Fantastiliardario | 10100          | 333             | 166.50                   |

Con fantastiliardario si è indicata una ipotetica persona che possa disporre di una quantità di denaro (10100) molto superiore alla quantità di atomi che si pensa possano essere contenuti nell'Universo osservabile. Si deve pensare che sia materialmente impossibile che qualcuno abbia fisicamente tanto denaro. Quindi si può concludere che in nessun caso ci si possa aspettare un premio medio superiore a 170.
Una persona media potrebbe ancora non trovare appetibile il gioco, se dovesse pagare una quota di ingresso comparabile col premio atteso esposto in tabella. Tuttavia la discrepanza tra l'intuito e il calcolo teorico del valore atteso è molto meno drammatica che nel caso iniziale.

### Iterazioni del gioco di San Pietroburgo
Consideriamo la ripetizione di 1024 giocate. In media:
- 512 giocate pagheranno 1
- 256 giocate pagheranno 2
- 128 giocate pagheranno 4
- 64 giocate pagheranno 8
- 32 giocate pagheranno 16
- 16 giocate pagheranno 32
- 8 giocate pagheranno 64
- 4 giocate pagheranno 128
- 2 giocate pagheranno 256
- 1 giocata pagherà 512
- 1 giocata pagherà 1024

I primi 10 casi contribuiscono per 512 ognuno, l'ultimo caso contribuisce per 1024. Se si raddoppiano le giocate c'è un contributo in più ed il valore di ogni contributo raddoppia (nel caso di 2048 giocate, ci saranno 11 contributi di 1024 ed un contributo di 2048). In generale, se si effettuano n giocate, il valore totale è:
{\displaystyle Tot={\tfrac {n}{2}}\left(\log _{2}n\right)\ +n.}
ed il valore medio:
{\displaystyle Media={\tfrac {1}{2}}\left(\log _{2}n\right)\ +1.}
Nel caso di 16.384 giocate, poco meno del numero di iterazioni riportati nel grafico, questa formula dà un valore medio di 8, in accordo con quanto ottenuto sperimentalmente.
È facile calcolare il valore medio atteso per numeri ancora più elevati di giocate. Con un milione di giocate si arriverebbe ad 11, con un miliardo a 16, con 1000 miliardi a 21. Ipotizzando di effettuare una giocata al minuto e di ripetere il gioco senza interruzioni, per arrivare al valore medio di 21 si dovrebbe giocare per due milioni di anni.

## Ulteriori discussioni
Il paradosso di San Pietroburgo e la teoria dell'utilità marginale sono stati molto discussi in passato. Per un contributo interessante (ma non sempre preciso) da parte di un filosofo, vedere The St. Petersburg Paradox (Robert Martin, 2004), nella Stanford Encyclopedia of Philosophy.